# Næstvedmotorvejen
De Næstvedmotorvejen (Nederlands: Næstved-autosnelweg)  is een geplande autosnelweg in Denemarken, die Næstved met Rønnede moet gaan verbinden. De autosnelweg moet de huidige weg tussen beide steden, die dwars door dorpen loopt, vervangen.
In 2021 werd door de regering budget beschikbaar gesteld. Volgens de planning zou in 2026 begonnen worden met de aanleg van de autosnelweg, met voltooiing in 2031.
De Næstvedmotorvejen zal onderdeel zijn van de Primærrute 54. Deze weg loopt van Næstved naar Rønnede.